# Vol Air Midwest 5481
Le vol Air Midwest 5481 était un vol intérieur régulier de la compagnie Air Midwest (en), en partance de l'aéroport de Charlotte (Caroline du Nord) à destination de Greenville (Caroline du Sud), effectué le 8 janvier 2003 par un Beechcraft 1900D. Au décollage, les pilotes avaient de la difficulté à maitriser l'appareil et ce dernier a fini par monter verticalement, provoquant un décrochage irréversible en raison de la faible altitude à laquelle évoluait alors l'appareil. 
L'appareil s'est finalement écrasé sur un hangar de la compagnie US Airways. Il n'y a eu aucun survivant parmi les 21 personnes à bord de l'appareil. Un incendie se déclencha dans le hangar. Comme l'avion venait de décoller, il transportait un plein de kérosène qui explosa lors du crash. Par chance, il n'y eut qu'un seul blessé dans le hangar.

## Avion et équipage
Le vol 5481 était assuré par un Beechcraft 1900D, immatriculé N233YV, un bimoteur à turbopropulseur conçu pour les vols court-courriers. Il a été livré neuf à la compagnie aérienne régionale Air Midwest (en) en 1996, et cumulé 15 003 heures de vol au moment de l'accident.
L'équipage était composé du commandant de bord Catherine "Katie" Leslie (25 ans) et du copilote Jonathan Gibbs (27 ans), tous deux basés à Charlotte. Le commandant Leslie était le plus jeune commandant de bord opérant pour Air Midwest à cette époque, et cumulé un total de 1 865 heures de vol, dont 1 100 heures sur Beechcraft 1900D ; tandis que le copilote Gibbs totalisait 706 heures de vol à bord d'un Beechcraft 1900D.

## Accident

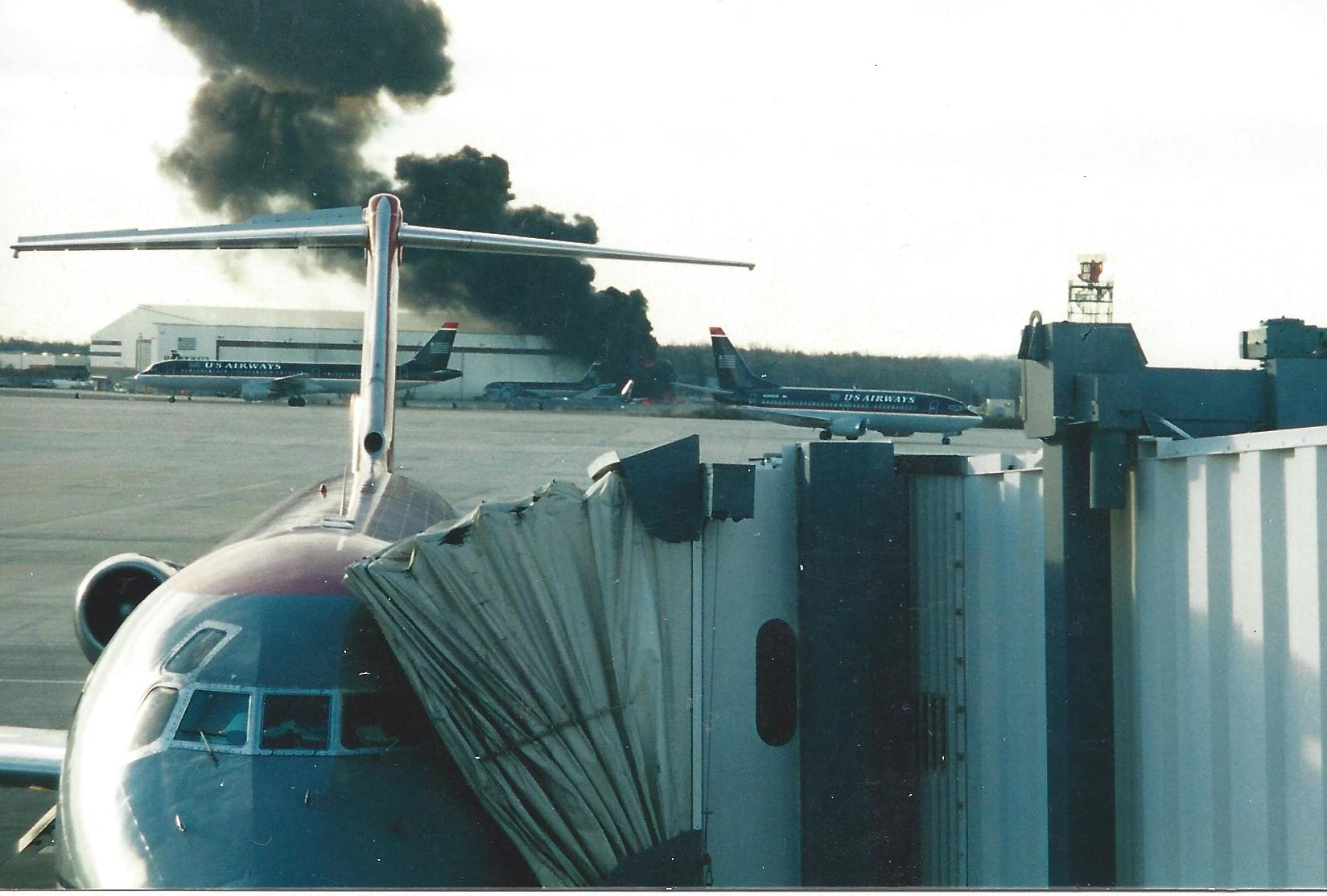
Photo montrant, en arrière plan, l'incendie au niveau du hangar d'US Airways, survenue juste après le crash du vol 5481.

Le matin du 8 janvier 2003, les agents de piste de l'aéroport international de Charlotte/Douglas ont chargé 23 bagages enregistrés sur le vol 5481, dont deux sacs inhabituellement lourds. L'équipage a effectué ses listes de vérifications avant le décollage, y compris les vérifications du centre de gravité de l'avion. 
Le vol 5481 a quitté la porte d'embarquement vers 8h30. Sept minutes plus tard, les contrôleurs au sol ont autorisé le vol 5481 à rouler jusqu'à la piste 18R pour le décollage. À 8h46, le contrôleur tour a autorisé le vol 5481 à décoller, et les pilotes ont appliqué la puissance de décollage et ont entamé leur décollage.
Immédiatement après avoir décollé, le nez du Beechcraft a commencé à cabrer rapidement. Au moment où il a atteint une altitude de 90 pieds (27 m) au-dessus du sol, le nez de l'avion s'était déjà incliné de 20°. Bien que les deux pilotes aient tenté avec force de pousser le nez vers le bas, l'avion a continué à cabrer, atteignant un cabrage maximal de 54°. L'alarme d'avertissement de décrochage de l'avion a retenti et les pilotes ont déclaré une urgence aux contrôle aériens. 
Après avoir grimpé à une altitude de 1 150 pieds (350 m), le Beechcraft s'incline sur la gauche, entre en décrochage et pique brusquement du nez, dans une descente incontrôlable vers le sol. Environ 35 secondes après le décollage, le vol 5481 s'écrase sur un hangar de maintenance d'US Airways et explose à l'impact. Les 19 passagers et les deux pilotes ont tous été tués sur le coup. Un mécanicien d'US Airways au sol a été soigné pour inhalation de fumée. Personne d'autre au sol n'a été blessé dans le crash.

## Victimes
Deux membres d'équipage et 19 passagers se trouvaient à bord du vol 5481. Les deux membres d'équipage et 12 passagers étaient de nationalité américaines, les autres étant de plusieurs nationalités différentes.
| Nationalité | Passagers | Équipage | Total |
| ----------- | --------- | -------- | ----- |
| États-Unis  | 12        | 2        | 14    |
| Bahamas     | 3         | 0        | 3     |
| Inde        | 2         | 0        | 2     |
| Canada      | 1         | 0        | 1     |
| Portugal    | 1         | 0        | 1     |
| Total       | 19        | 2        | 21    |

## Causes

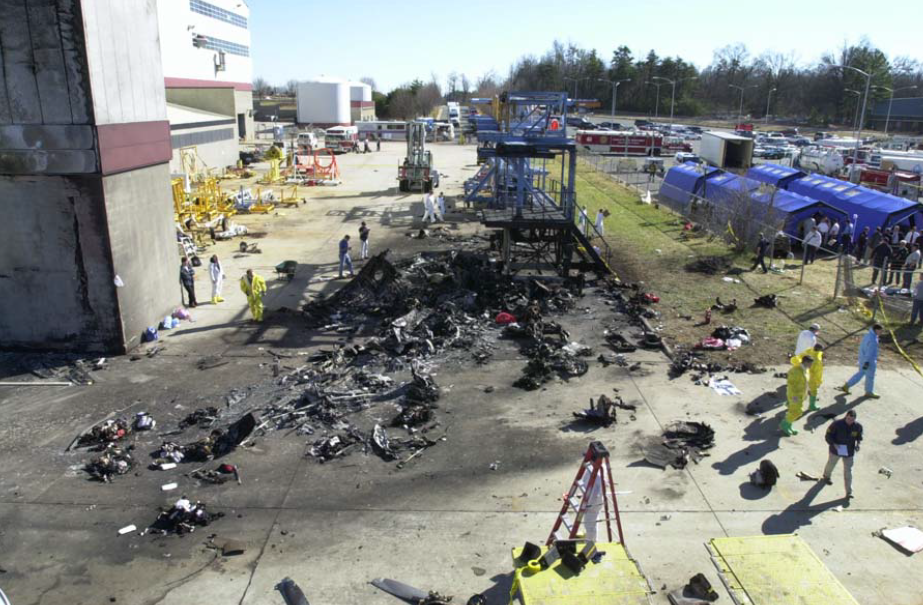
Site du crash du vol 5481.

L'enquête du Conseil national de la sécurité des transports (NTSB) révéla que le poids maximal des bagages et des passagers avait été dépassé à cause de l'usage de poids moyens, approuvé par la Federal Aviation Administration (FAA) pour le calcul de la masse embarquée, alors que plusieurs passagers étaient en surpoids. Lors de sa vérification, le NTSB a constaté que le poids réel d'un passager moyen était supérieur de plus de 9 kg à celui estimé. 
Après avoir vérifié le poids réel des bagages récupérés sur le lieu de l'accident et des passagers (sur la base des informations fournies par les proches des victimes et le médecin légiste), il a été constaté que l'avion pesait en réalité 264 kg de plus que le poids maximum autorisé pour le décollage, avec le centre de gravité décalé de 5 % vers l'arrière par rapport à la limite autorisée.
L'autre cause majeure est une grave erreur de maintenance, les câbles contrôlant la gouverne en tangage étaient trop serrés, ce qui ne permettait pas d'actionner suffisamment la gouverne pour contrecarrer le mouvement ascendant de l'appareil et stabiliser son assiette. 
L'enquête a également révélé que le mécanicien qui travaillait sur les câbles de la gouverne de profondeur n'avait jamais travaillé sur ce type d'avion, et que le superviseur de l'entretien qui instruisait le mécanicien a décidé de sauter une étape importante de l'opération, consistant en un test de contrôle post-réglage normalement effectué pour s'assurer que l'entretien a été effectué correctement et que la gouverne fonctionne normalement.

## Recommandation du NTSB
À la suite de cet accident, le NTSB recommanda qu'on augmente les poids moyens pris en compte pour le calcul du poids total des passagers embarqués. En effet les normes en vigueur dataient de 1936 alors que les statistiques montraient que depuis lors le poids moyen des individus avait augmenté significativement. 
Le NTSB préconisa également que, dans la mesure du possible, on renonce aux calculs de masse basés sur les poids moyens et qu'on les remplace par des calculs basés sur les poids réels.

## Conséquences

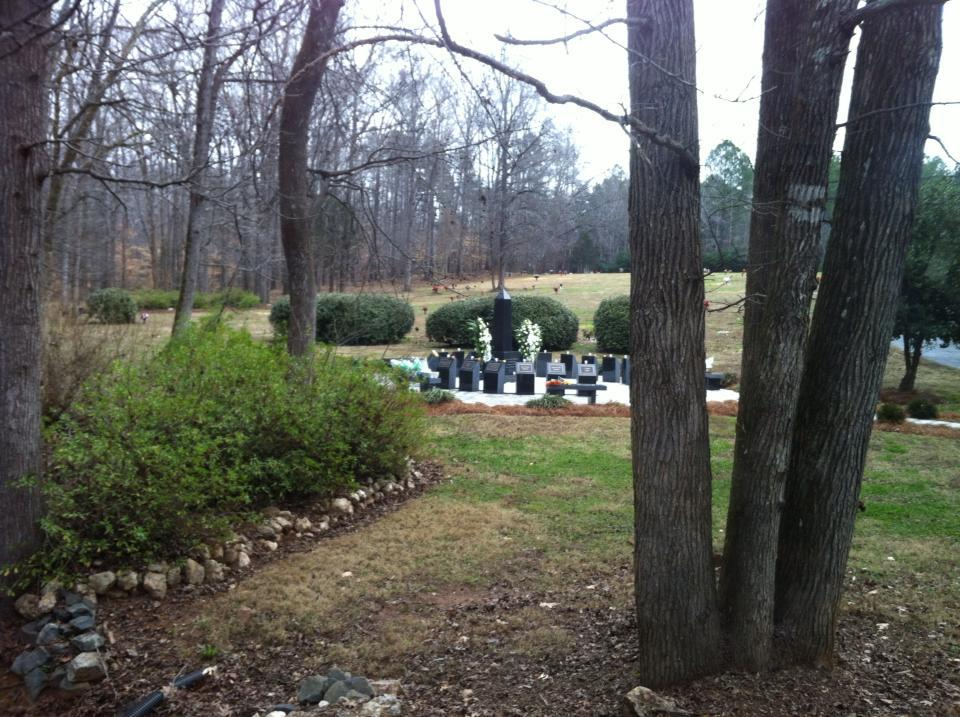
Mémorial en souvenir des victimes du vol 5481.

La compagnie Air Midwest (en) s'est excusé publiquement pour l'accident, après que la famille d'une des victimes de l'accident a fait pression sur la compagnie aérienne.
À la suite du crash du vol 5481, Air Midwest a cessé ses opérations en 2008. Un mémorial dédié aux victimes a été érigé à l'extérieur de Charlotte.

## Médias
L'accident a fait l'objet d'un épisode dans la série télé Air Crash nommé « Le poids du sort » (saison 5 - épisode 1).